# Isaac Ambrose Barber
Isaac Ambrose Barber (ur. 26 stycznia 1852, zm. 1 marca 1909 w Easton, Maryland) – amerykański polityk związany z Partią Republikańską. W latach 1897–1899 był przedstawicielem pierwszego okręgu wyborczego w stanie Maryland w Izbie Reprezentantów Stanów Zjednoczonych.